# Matucana comacephala
Matucana comacephala ist eine Pflanzenart in der Gattung Matucana aus der Familie der Kakteengewächse (Cactaceae). Das Artepitheton comacephala leitet sich vom lateinischen Wort coma für ‚Haar‘ sowie dem griechischen Wort kephale für ‚Kopf‘ ab und verweist auf die dichte Bedornung der Triebspitze.

## Beschreibung
Matucana comacephala wächst meist einzeln mit kugelförmigen bis zylindrischen, grünen bis graugrünen Trieben und erreicht bei Durchmessern von 12 Zentimetern Wuchshöhen von bis zu 75 Zentimeter. Es sind 22 bis 30 gehöckerte Rippen vorhanden. Die borstenartige weißen bis hellgelben Dornen bilden an der Triebspitze ein aufrechtes Büschel. Die fünf bis zehn  Mitteldornen sind 1 bis 4 Zentimeter, die 15 bis 20 Randdornen 1 bis 5 Zentimeter lang.
Die leicht schiefsaumigen, rosafarbenen oder gelegentlich orangeroten Blüten sind 5 bis 7 Zentimeter lang und weisen Durchmesser von 3 bis 4 Zentimeter auf. Die Länge der eiförmigen, grünen Früchte beträgt bis zu 2 Zentimeter. Ihr Durchmesser beträgt 0,5 Zentimeter.

## Verbreitung und Systematik
Matucana comacephala ist in der peruanischen Region Ancash an den Osthängen der Cordillera Blanca verbreitet.
Die Erstbeschreibung erfolgte 1958 durch Friedrich Ritter.

## Nachweise